# Hans Braumüller (Generalmajor)
Hans Braumüller (* 3. März 1883 in Hannover; † 4. März 1956 in Langelsheim) war ein deutscher Offizier, zuletzt Generalmajor im Zweiten Weltkrieg.

## Leben

### Herkunft
Er war der Sohn des späteren preußischen Generalleutnants Heinrich Wilhelm Braumüller (1844–1913) und dessen Ehefrau Anna Karoline, geborene Willkamm (* 26. Januar 1848 in Berlin-Schöneberg).

### Militärkarriere
Braumüller trat am 6. März 1902 als Fahnenjunker in das 1. Kurhessische Feldartillerie-Regiment Nr. 11 der Preußischen Armee in Kassel ein. Am 22. November 1902 wurde er dort zum Fähnrich ernannt und am 18. August 1903 mit Patent vom 19. August 1902 zum Sekondeleutnant befördert. Es folgte am 20. Februar 1909 seine Versetzung in das Feldartillerie-Regiment „von Scharnhorst“ (1. Hannoversches) Nr. 10, wo Braumüller im Jahr darauf zum Regimentsadjutanten ernannt und am 18. August 1911 zum Oberleutnant befördert wurde. 1914 kam er zur 3. (reitenden) Batterie.
Mit Ausbruch des Ersten Weltkriegs wurde die Reitende Abteilung seines Regiments der 9. Kavallerie-Division unterstellt. Mit diesem Großverband machte Braumüller den Vormarsch in das neutrale Belgien mit, kämpfte in der Schlacht bei Mons und später in Frankreich. Nach der Schlacht bei Ypern verlegte seine Abteilung an die Ostfront, wo Braumüller am 8. November 1914 zum Hauptmann befördert wurde. 1915/16 war er Kompaniechef im Badischen Reserve-Infanterie-Regiment Nr. 240 und dann bis Januar 1918 Abteilungsführer im Landwehr-Feldartillerie-Regiment Nr. 15. Anschließend war Braumüller in gleicher Stellung im Landwehr-Feldartillerie-Regiment Nr. 9 tätig, bis er schließlich im Juli 1918 als Führer der II. Abteilung wieder in das Feldartillerie-Regiment „von Scharnhorst“ (1. Hannoversches) Nr. 10 zurückkehrte. Für seine Leistungen während des Krieges hatte man Braumüller mit beiden Klassen des Eisernen Kreuzes, dem Ritterkreuz II. Klasse des Ordens vom Zähringer Löwen mit Schwertern und Eichenlaub sowie dem Österreichischen Militärverdienstkreuz III. Klasse mit Kriegsdekoration ausgezeichnet.
Nach Kriegsende kehrte Braumüller mit den Resten seines Verbandes zunächst in die Garnison nach Hannover zurück. Nach der Demobilisierung schloss er sich einer Freiformation an und wurde am 1. Oktober 1919 in die Vorläufige Reichswehr übernommen. Zunächst hatte er eine Verwendung im Reichswehr-Artillerie-Regiment 10 und kam mit der Bildung der Reichswehr als Batteriechef zur IV. (reitenden) Abteilung des 6. (Preußisches) Artillerie-Regiments nach Verden. Vom 1. April 1925 bis 30. September 1928 war Braumüller als Lehrer an der Infanterieschule München, später Dresden und wurde in der Zwischenzeit am 1. Mai 1925 Major. Er kehrte dann zur Reitenden Abteilung nach Verden zurück und war hier zunächst beim Stab tätig. Am 1. Februar 1930 zum Oberstleutnant befördert, wurde Braumüller am 1. Februar 1931 zum Kommandeur seiner Abteilung ernannt. In dieser Stellung folgte am 1. Februar 1933 noch seine Beförderung zum Oberst, bevor er am 31. März 1933 aus dem Dienst verabschiedet wurde.
Als E-Offizier stellte man Braumüller am 1. Mai 1933 an und er fungierte in der Folgezeit als Leiter der Psychologischen Prüfstelle des IX. Armeekorps in Kassel. Während des Zweiten Weltkriegs wurde er mit dem Dienstgrad als Generalmajor am 1. Juni 1941 reaktiviert, bis man ihn schließlich am 31. März 1944 aus dem aktiven Dienst verabschiedet.